# Louisa Adams
Louisa Catherine Johnson Adams, nascida Louisa Catherine Johnson (12 de fevereiro de 1775 – 15 de maio de 1852) foi a esposa do presidente John Quincy Adams, além de 6ª primeira-dama estado-unidense, exercendo o cargo de 1825 a 1829. 

## Vida
Nascida em Londres, ela foi, antes de Melania Trump, por muito tempo a única primeira-dama dos Estados Unidos a ter nascido no exterior. Ela foi a filha de Joshua Johnson, um comerciante americano e Catherine Nuth-Johnson uma dama britânica. Seu pai era originário de Maryland e serviu o consulado geral dos Estados Unidos em Londres após 1790. Ela teve seis irmãs: Ann, Caroline, Harriet, Catherine, Elizabeth e Adelaide, e um irmão, Thomas. Louisa cresceu em Londres e Nantes, França, onde sua família se refugiou durante a Revolução Americana de 1776. Foi em Nantes que Louisa, aos quatro anos de idade, primeiramente conheceu seu futuro marido, que estava viajando, com 12 anos, pela França com seu pai.
Quando ela tornou-se uma jovem dama, bonita e esbelta com feições delicadas, cabelos loiro e olhos castanhos, ela novamente encontrou-se com Adams, desta vez em Londres, onde seu pai foi empregado como cônsul americano. Porém Adams, primeiramente, demonstrou interesse em sua irmã mais velha, mas ligeiramente interessou-se em Louisa. John Quincy Adams, aos 30 anos de idade, casou-se com Louisa, aos 22 anos, em 26 de julho de 1797, na paróquia All Hallows Barking em Londres, Inglaterra. O pai de Adams, John Adams, o então presidentes norte-americano, superou suas objeções iniciais de seu filho casar-se um estrangeiro e receber sua nora na família.
Seus pais deixaram a Europa em 1797 e foram para os Estados Unidos. Quando seu pai foi forçosamente à falência, o presidente John Adams empregou-o como diretor de selos. Seu pai veio a falecer em Frederick, Maryland em 1802 de uma austera febre e alguns problemas mentais. Sua mãe veio a morrer em 1811 e está enterrada no Rock Creek Cemetery.
Juntos, John Quincy Adams e Louisa Adams tiveram os seguintes filhos:
- George Washington Adams (1801-1829), advogado.
- John Adams II (1803-1834), assistente presidencial.
- Charles Francis Adams (1807-1886), diplomata e oficial público.
- Louisa Catherine Adams (1811-1812)

Seu marido morreu no Capitólio Americano em 1848; após a qual, ela permaneceu em Washington D.C. até a sua morte de 15 de maio de 1852, aos 77 anos. Ela foi enterrada ao seu lado, bem como o presidente John Adams e a primeira-dama Abigail Adams, na United First Parish Church em Quincy, Massachusetts.

## Publicações sele

### Autobiografias
- The Adventures of a Nobody
- Narrative of a Journey from Russia to France, 1815 – Publicado postumamente por seu neto na Harper's Magazine e Scribner's Magazine'
- The Record of a Life, or My Story

### Peças
- Suspicion, or Persecuted Innocence